# Lorttjärnen (Idre socken, Dalarna)
Lorttjärnen är en sjö i Älvdalens kommun i Dalarna och ingår i Dalälvens huvudavrinningsområde.